# Dimethylfosfiet
Dimethylfosfiet is een ester van fosfonzuur. De naam, dimethylfosfiet, klinkt als een ester van fosforigzuur, maar het laatste waterstofatoom bevindt zich nauwelijks aan het overgebleven zuurstof-atoom, maar vooral op fosfor (zie ook de structuurformule hiernaast).

## Synthese
Dimethylfosfiet wordt bereid door de reactie van fosfortrichloride met methanol of natriummethoxide:
{\displaystyle {\ce {PCl3 + 3CH3OH -> (CH3O)2P(O)H + 2HCl + CH3Cl}}}
Dit is een snelle en exotherme reactie. Het zoutzuur kan echter verder reageren met dimethylfosfiet tot monomethylfosfiet en fosforzuur. Hoe hoger de temperatuur en hoe langer de verblijftijd in de reactor, des te meer van deze nevenproducten gevormd worden. Daarom wordt de reactie uitgevoerd in speciale reactoren met een korte verblijftijd, waarbij de temperatuurstijging beperkt wordt door een overmaat aan methanol te laten verdampen.
De enige producent van dimethylfosfiet in West-Europa (in 2002) was Bayer in Leverkusen.
De productie en export van dimethylfosfiet wordt gecontroleerd onder het Verdrag chemische wapens, omdat het kan gebruikt worden bij de synthese van zenuwgassen.

## Toepassingen
Dimethylfosfiet is een reactieve stof en wordt gebruikt in de synthese van andere chemicaliën. Ze is een tussenproduct bij de synthese van organische corrosie-inhibitoren, bijvoorbeeld in koelwatercircuits; van pesticiden als glyfosaat en trichloorfon; vlamvertragers, textielbehandelingsproducten en andere specialiteiten.

## Toxicologie en veiligheid
De stof ontleedt bij contact met water en bij verhitting boven ca. 220 °C. Daarbij ontstaan methanol en fosforigzuur. De oplossing in water is een matig sterk zuur. De stof werkt irriterend op de ogen, huid en luchtwegen.